# Копривна (Оштра Лука)
Копривна је насељено мјесто у општини Оштра Лука, Република Српска, БиХ. Према прелиминарним подацима пописа становништва 2013. године, у насељу је пописано 525 становника.

## Географија
Налази се умеђу две планине: Козаре и Грмеча, поред реке Сане, а окружена је брдима, на важној саобраћајници Приједор - Сански Мост.

## Историја
Копривна се до распада Југославије налазила у саставу општине Сански Мост. Дејтонским споразумом насеље је припало Федерацији Босне и Херцеговине, али је 1997. године Споразумом о прилагођавању међуентитетске линије разграничења на подручју општина Сански Мост и Кључ, највећи дио Копривне ушао у састав Републике Српске. Република Српска је заузврат уступила Федерацији БиХ насеља Велечево и Дубочани. У Копривну се из избеглиштва вратила већина њених становника.

## Занимљивости
Село располаже са извором лековите воде, погодном за лечење обољења очију и коже, који би представљао велики туристички потеницијал, али тренутно није довољно уређен.

## Становништво
| Националност       | 1991. | 1981. | 1971. | 1961. |
| Срби               | 653   | 618   | 678   | 656   |
| Југословени        | 36    | 84    |       | 23    |
| Хрвати             | 2     | 11    | 21    | 11    |
| Муслимани          |       |       | 11    | 4     |
| остали и непознато | 7     | 12    |       | 1     |
| Укупно             | 698   | 725   | 710   | 695   |

| Демографија | Демографија | Демографија |
| Година      | Становника  | Становника  |
| ----------- | ----------- | ----------- |
| 1948.       | 658         |             |
| 1953.       | 640         |             |
| 1961.       | 695         |             |
| 1971.       | 710         |             |
| 1981.       | 725         |             |
| 1991.       | 698         |             |
| 2013.       | 525         |             |